# Cargolet d'Antioquia
El cargolet d'Antioquia (Thryophilus sernai) és un ocell de la família dels troglodítids (Troglodytidae).

## Hàbitat i distribució
Habita els sotabosc i zones amb matolls del nord-oest de Colòmbia